# Mariusz Lemańczyk
Mariusz Tomasz Lemańczyk (ur. 3 lutego 1958 w Toruniu) – polski matematyk, profesor Uniwersytetu Mikołaja Kopernika w Toruniu. Zajmuje się teorią ergodyczną i układami dynamicznymi.

## Życiorys
Jest absolwentem Liceum Ogólnokształcącego im. Filomatów Chojnickich w Chojnicach. W 1981 ukończył studia matematyczne na Uniwersytecie Mikołaja Kopernika w Toruniu, tam doktoryzował się w 1985 na podstawie pracy Ergodic Properties of Morse Sequences napisanej pod kierunkiem Jana Kwiatkowskiego, habilitował się w 1991 na Uniwersytecie Warszawskim na podstawie pracy Ergodic Compatc Abelian Group Extensions of Rotations. W 1992 mianowany profesorem nadzwyczajnym, w 1998 otrzymał tytuł profesora nauk matematycznych.
Swoje prace publikował m.in. w „Ergodic Theory and Dynamical Systems”, „Studia Mathematica”, „Proceedings of the American Mathematical Society", „Fundamenta Mathematicae”, „Israel Journal of Mathematics”, „Journal of Modern Dynamics”, „Compositio Mathematica”, „Transactions of the American Mathematical Society”, „Annals of Mathematics” i „Inventiones Mathematicae”.
W latach 1999–2005 był prodziekanem ds. naukowych, w latach 2005-2008 dziekanem Wydziału Matematyki i Informatyki Uniwersytetu Mikołaja Kopernika. W 2020 został dyrektorem Uniwersyteckiego Centrum Doskonałości „Dynamika, analiza matematyczna i sztuczna inteligencja”.
W 1987 otrzymał Nagrodę im. Kazimierza Kuratowskiego, w 1997 Nagrodę im. Stefana Banacha.
W 2019 był wyróżnionym prelegentem (keynote speaker) na konferencji Dynamics, Equations and Applications 2019, a w 2022 wygłosił wykład sekcyjny na Międzynarodowym Kongresie Matematyków.
Wypromował 8 doktorów, m.in. Krzysztofa Frączka, Joannę Kułagę-Przymus i Adama Kanigowskiego.